# Róbert Pajer
Róbert Pajer est un réalisateur et scénariste hongrois né le 27 juin 1959 à Budapest.

## Biographie
Entre 1973 et 1978, il a étudié à l'école secondaire géologique de Tatabánya et à la section française du lycée Ferenc-Kölcsey de Budapest.
De 1978 à 1982, il travaille comme assistant monteur et réalisateur à Magyar Televízió et à Mafilm.
De 1982 à 1986, il étudie la réalisation de films et d'émissions de télévision à l'université d'art dramatique et cinématographique.
Depuis 1987, il est réalisateur de programmes télévisés, de clips vidéo et de scénarios.
De 1988 à 1989, il a travaillé comme producteur de films publicitaires en Allemagne.
Il a également réalisé des mises en scène au Szegedi Nemzeti Színházban (2003) et au Budaörsi Játékszínben (2011), entre autres.
Il est membre de l'Association du cinéma, de l'Association des artistes du cinéma hongrois, de l'Association des réalisateurs hongrois et du Studio de cinéma Hunnia.